# Пружність (спільнот)
Пружність спільнот, або Пружність громад (англ. community resilience) — це міра стійкої здатності спільнот використовувати наявні ресурси, аби відповідати на несприятливі ситуації, протистояти ним, і оговтатися від них.
Дедалі більше країн світу визначають пружність як наріжний камінь своїх стратегій національної та регіональної безпеки, захисту від вразливостей місцевих громад та мереж; компанії та організації прагнуть покращити власну організаційну пружність.

## Визначення
Один з провідних мозкових центрів світу, корпорація RAND (США), визначає пружність як міру стійкої здатності певної громади використовувати наявні ресурси, аби відповісти на несприятливі ситуації, протистояти ним, і оговтатися від них.

## Оцінка пружності
В Сполученому Королівстві з 2011 року впроваджується Програма Інфраструктурної Пружності. Програма була започаткована, аби надати можливість організаціям державного і приватного сектору зміцнити пружність їх інфраструктури, систем поставок і розподілу, до порушень від усіх ризиків (небезпек і загроз), яка застосовує наступний підхід в оцінці пружності:
«Надання відповідей на наступні 3 запитання може допомоги оцінити, наскільки підготовленою є ваша громада, і що ви можете зробити:
1) Чи ви обізнані про ризики, з якими ви і ваша громада можуть зіткнутися? Наприклад, повені.
2) Як ви можете допомогти собі та оточуючим вас людям під час надзвичайних ситуацій?
3) Що ви можете зробити, щоб долучитись до планування на випадок надзвичайних ситуацій у вашій громаді?».